# 乔音水库
乔音水库是一座位于中国广西壮族自治区境内的以灌溉为主，兼顾以防洪、发电、人畜饮水和养殖等综合利用的中型水利工程。

## 地理
乔音水库位于广西河池市凤山县乔音乡的乔音河上、距凤山县城23公里。地处红水河流域的盘阳河支流乔音河段。

## 介绍
乔音水库该水库建于1969年，后为保障当地群众用水需求与农业灌溉目标，凤山县政府曾在2016年对乔音水库展开过一次扩容工程。扩容后的水库正常蓄水位为589.5米，有效库容为760万立方米，总库容为1101万立方米，水库下游设计灌溉面积为424.67公顷，实际灌溉面积为26.67公顷，坝后电站装机容量为500千瓦，年发电量为40万千瓦时，集雨面积为92.6平方千米，平均水深为12米，最大水深约29.5米。